# Aleksandar Milenković (Fußballspieler)
Aleksandar Milenković (serbisch-kyrillisch Александар Миленковић; * 14. März 1994 in Wien) ist ein serbischer Fußballspieler.

## Karriere
Milenković begann seine Karriere in der Jugend des SK Rapid Wien. 2009 ging er zum Wiener Sportklub, für den er auch in der zweiten Mannschaft zum Einsatz kam. 2012 kam er in die Akademie des FC Admira Wacker Mödling. Für die Admira spielte er auch für die Regionalligamannschaft. Im Januar 2014 wechselte er wieder nach Wien, diesmal zum Ligakonkurrenten SC Wiener Viktoria. Im Sommer 2014 wechselte er zum Zweitligisten Floridsdorfer AC. Sein Profidebüt gab er am 31. Spieltag der Saison 2014/15 gegen die Kapfenberger SV.
Im Januar 2018 wechselte er zum Regionalligisten FC Karabakh Wien. Karabakh benannte sich 2018 in FC Mauerwerk um. Bei Karabakh/Mauerwerk konnte er sich jedoch nicht durchsetzen und kam in einem Jahr nur zu drei Einsätzen in der Regionalliga. Daraufhin wechselte er im Januar 2019 zum Ligakonkurrenten FC Stadlau. Für Stadlau kam er bis Saisonende zu 13 Einsätzen in der Regionalliga, aus der der Verein am Saisonende allerdings abstieg.
Daraufhin schloss er sich zur Saison 2019/20 dem Regionalligaaufsteiger SC Team Wiener Linien an. Für das TWL kam er zu 43 Einsätzen in der Ostliga. Nach der Saison 2021/22 verließ er den Verein.